# Calusco d'Adda
Calvenzano là một đô thị ở tỉnh Bergamo trong vùng Lombardia của nước Ý, có vị trí cách khoảng 35 km về phía đông của Milano và khoảng 25 km về phía nam của Bergamo. Tại thời điểm ngày 31 tháng 12 năm 2004, đô thị này có dân số 3.618 người và diện tích là 6,5 km².
Calvenzano giáp các đô thị: Arzago d'Adda, Caravaggio, Casirate d'Adda, Misano di Gera d'Adda, Treviglio, Vailate.